# Ansgar Graw
Ansgar Graw (* 20. Juni 1961 in Essen) ist ein deutscher Journalist und Publizist. Er war Herausgeber des Debattenmagazins The European.

## Leben
Graw wuchs in Gey bei Düren auf und besuchte das Stiftische Gymnasium. Nach dem Abitur 1981 studierte er Geschichte und Politikwissenschaft an der Universität Hamburg.
Anfang der achtziger Jahre war er Volontär beim Ostpreußenblatt, später Autor für die nationalkonservativen Zeitschriften Mut und Criticón.
Seit Mitte der 1980er Jahre bereiste Graw zudem  als Auslandskorrespondent Afrika (Mosambik, Somalia). Für die Internationale Gesellschaft für Menschenrechte dokumentierte er die Lage der Gefangenen der SWAPO in Sambia und Angola.
Graw arbeitete zu Beginn der 1990er Jahre für das Boulevardblatt Super!. In den frühen 1990er Jahren war er Referent beim christlich-konservativen Studienzentrum Weikersheim, der Arbeitsgemeinschaft Junge Generation im Bund der Vertriebenen und in der Jungen Landsmannschaft Ostpreußen (JLO). Graw veröffentlichte 1992 in dem von den Publizisten Rainer Zitelmann, Karlheinz Weißmann sowie Michael Großheim herausgegebenen Sammelband Westbindung. Chancen und Risiken für Deutschland den Aufsatz (Historiker-)Streit unter Adenauers Enkeln. Mit seinem Aufsatz Dekadenz und Kampf. Über den Irrtum der Gewaltlosigkeit gehörte er zu den Autoren des 1994 erschienenen Sammelbandes Die selbstbewusste Nation
Graw war von 1993 bis 1998 beim Senders Freies Berlin (SFB) als persönlicher Referent des SFB-Intendanten Günther von Lojewski. Ab 1998 arbeitete er für die Tageszeitung Die Welt. Zunächst Politikredakteur, wurde er 1999 Ressortleiter Medien, 2001 Vize-Ressortleiter der Innenpolitik und 2003 Parlamentarischer Korrespondent. Von 2009 bis 2017 berichtete Graw als Senior Political Correspondent aus Washington D.C. für Die Welt und die Welt am Sonntag. Seit 2017 war er Chefreporter im Ressort Innenpolitik. Zwischen 2002 und 2007 war Graw ein häufiger Gast der WDR-Talkshow Presseclub.
Im August 2014 wurde er bei der Berichterstattung über die Unruhen in der US-Stadt Ferguson von der Polizei festgenommen und kurzzeitig inhaftiert. Daraufhin reichte er im März 2015 zusammen mit drei Journalistenkollegen Klage gegen das County St. Louis und die zuständige Polizeibehörde ein. Man einigte sich schließlich in einem vertraulichen Vergleich: Im Mai 2016 verpflichtete sich das County St. Louis zu entsprechenden Korrekturen im Umgang der Polizei mit Journalisten.
2017 erschien sein Buch Trump verrückt die Welt.
Als Chefreporter der Welt hat Graw vor allem über die Partei Bündnis 90/Die Grünen berichtet und zahlreiche ihrer Spitzenpolitiker wie Robert Habeck interviewt. Im Jahr 2020 erschien sein Buch Die Grünen an der Macht – Eine kritische Bilanz. Graw warnte 2020 „vor einem verfehlten Ökomoralismus“.
2020 wurde Graw Herausgeber des Debattenmagazins The European und der Satirezeitschrift Pardon. Beide Publikationen erscheinen im Verlag des früheren Focus-Chefredakteurs Wolfram Weimer.
2021 wechselte Graw zur Konrad-Adenauer-Stiftung, wo er das Medienprogramm Asien von Singapur aus leitet.
Er schreibt zudem für das Magazin Focus.

## Auszeichnungen
- George F. Kennan Commentary Award 2016[24]

## Veröffentlichungen (Auswahl)
- Der Freiheitskampf im Baltikum. Straube, Erlangen/Bonn/Wien 1991, ISBN 978-3-927491-39-7.
- mit Wilfried Böhm: Königsberg morgen. Luxemburg an der Ostsee (= Blaue aktuelle Reihe. Band 25). MUT-Verlag, Asendorf 1993, ISBN 978-3-89182-051-3.
- mit Martin Lessenthin: Lothar Späth. Politik, Wirtschaft und die Rolle der Medien. Orell Füssli, Zürich/Wiesbaden 1991, ISBN 978-3-280-02102-6.
- Gerhard Schröder. Der Weg nach oben. Lehrach, Düsseldorf 1998, ISBN 978-3-9806151-0-5.
- Am Abgrund tanzen: Über die Krise des Westens und seiner Führungsmacht. In: Die Politische Meinung. Nr. 523, November/Dezember 2013, S. 12–16 (PDF).
- Trump verrückt die Welt. Wie der US-Präsident sein Land und die Geopolitik verändert. Herbig, Stuttgart 2017, ISBN 978-3-7766-2807-4.